# Gonatophragmium lichenophilum
Gonatophragmium lichenophilum is een korstmosparasiet behorend tot de familie Acrospermaceae. Hij komt voor op verschillende korstmossen zoals Groot dooiermos, Vals dooiermos, Witte citroenkorst en Rijpschildmos.

## Kenmkerken
De anamorfe vorm van een schimmel vormt fluweelachtige, bleek tot medium bruine of kaneelkleurige kolonies op verschillende korstmossen. Het mycelium bevindt zich binnenin de gastheer. De conidioforen staan rechtop tot liggend en komen voort uit opgezwollen hyfencellen, waardoor vertakte structuren ontstaan van 50-120 um lang, met alle delen 2-4(-5) um breed, subhyaliene tot medium bruin, met dunne en gladde wanden. De conidiogene cellen zijn 10-30 um lang, enigszins vergroot aan de top met talrijke opvallende conidiogene loci, 0-5-1 um in diameter. De conidia zijn solitair, ellipsoïde, ovaal tot subcilindrisch, recht of licht gebogen, (7-)9-15(-17) x (2.5-)3-4(-4.5) um groot, (0-)1(-2)-septaat, waarbij 1-septaat conidia een septum hebben dat ± mediaan is, subhyaliene tot bleek olijfbruin van kleur, dunwandig, glad, met een afgeronde top.

## Verspreiding
In Nederland komt Gonatophragmium lichenophilum zeer zeldzaam voor.